# Szentdénes, Baranya
Szentdénes este un sat în districtul Szentlőrinc, județul Baranya, Ungaria, având o populație de 317 locuitori (2011). 

## Demografie
Componența etnică a satului Szentdénes
     Maghiari (93,55%)
     Romi (6,45%)
Componența confesională a satului Szentdénes
     Romano-catolici (68,14%)
     Fără religie (7,57%)
     Reformați (4,1%)
     Necunoscută (20,19%)
Conform recensământului din 2011, satul Szentdénes avea 317 locuitori. Din punct de vedere etnic, majoritatea locuitorilor (93,55%) erau maghiari, cu o minoritate de romi (6,45%).  Din punct de vedere confesional, majoritatea locuitorilor (68,14%) erau romano-catolici, existând și minorități de persoane fără religie (7,57%) și reformați (4,1%). Pentru 20,19% din locuitori nu este cunoscută apartenența confesională.